# Тишковский сельский округ
Тишковский сельский округ — упразднённая административно-территориальная единица, существовавшая на территории Пушкинского района Московской области в 1994—2006 годах.
Тишковский сельсовет был образован в первые годы советской власти. По данным 1924 года он входил в состав Пушкинской волости Московского уезда Московской губернии.
В 1926 году из Тишковского с/с был выделен Михалёвский с/с.
В 1926 году Тишковский с/с включал село Тишково, деревни Белозерье, Легоньково, Марьина Гора и хутор Трубицино.
В 1929 году Тишковский сельсовет вошёл в состав Пушкинского района Московского округа Московской области. При этом к нему был присоединён Михалёвский с/с.
20 августа 1930 года Тишковский с/с был передан в особую административно-территориальную единицу Зелёный Город. При этом из Тишковского с/с были выведены селения Белозеры, Легоньково и Михалёво, образовавшие отдельный Михалёвский с/с. В результате в Тишковском с/с остались селения Кстинино, Марьина Гора и Тишково.
9 декабря 1934 года Зелёный Город был упразднён и Тишковский с/с вернулся в Пушкинский район.
17 июля 1939 года к Тишковскому с/с был присоединён Михалёвский с/с (селения Белозеры и Михалёво).
14 июня 1954 года Тишковский с/с был упразднён, а его территория передана в Алёшинский с/с.
18 августа 1960 года Тишковский с/с был восстановлен в составе Мытищинского района путём вылделения из Степаньковского с/с. В состав Тишковского с/с вошли селения  Белозеры, Марьина Гора, Матюшино, Михалёво, Степаньково и Тишково.
1 февраля 1963 года Мытищинский район был упразднён и Тишковский с/с вошёл в Мытищинский сельский район. 11 января 1965 года Тишковский с/с был возвращён в восстановленный Мытищинский район.
21 мая 1965 года Тишковский с/с был передан в Пушкинский район.
3 февраля 1994 года Тишковский с/с был преобразован в Тишковский сельский округ.
В ходе муниципальной реформы 2004—2005 годов Тишковский сельский округ прекратил своё существование как муниципальная единица. При этом все его населённые пункты были переданы в сельское поселение Ельдигинское.
29 ноября 2006 года Тишковский сельский округ исключён из учётных данных административно-территориальных и территориальных единиц Московской области.